# Balkonen

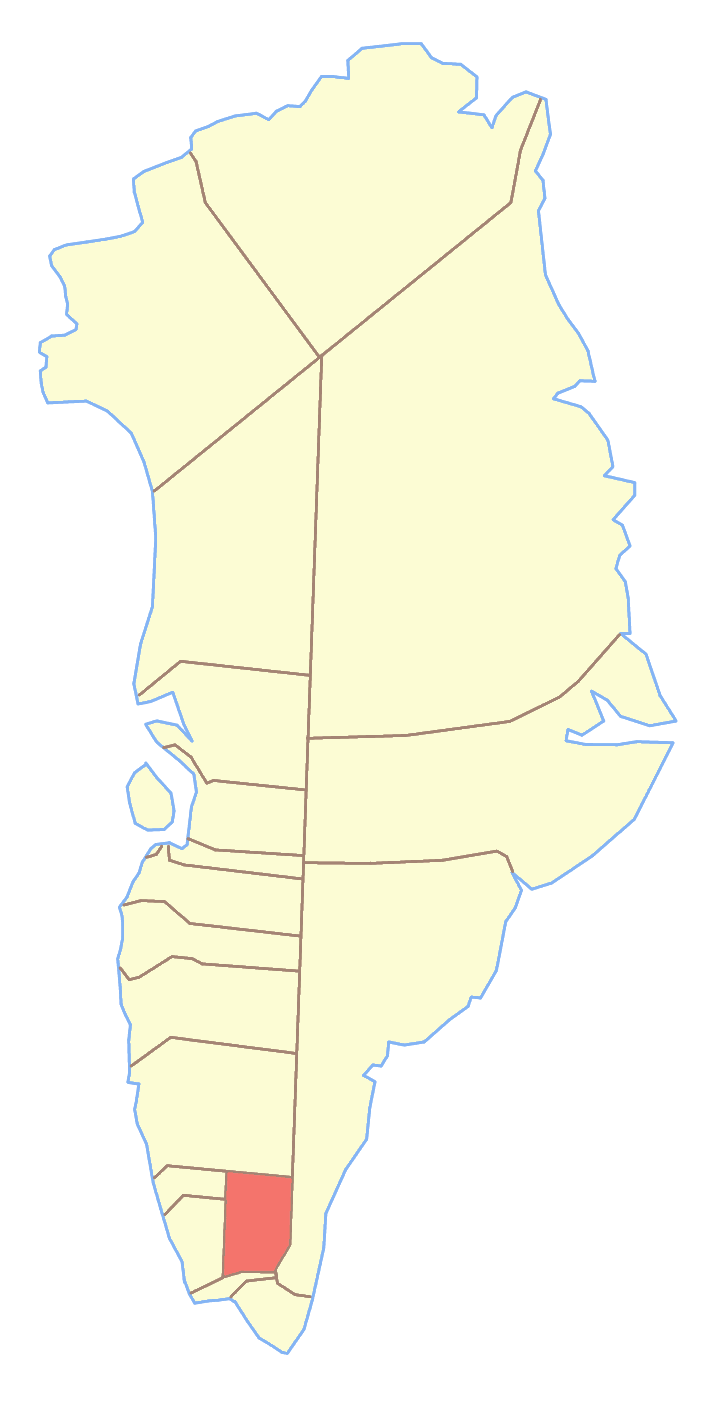
Ex comune di Narsaq, dove si trovava il Balkonen

Il Balkonen è una montagna della Groenlandia di 1105 m. Si trova a 61°22'N 45°14'O; appartiene al comune di Kujalleq.